# أوركابوستايث
بلدية أوركابوستايث (بالإسبانية: Urcabustaiz) هي بلدية تقع في مقاطعة ألافا التابعة لإقليم الباسك شمال إسبانيا.

## الديموغرافيا
يبلغ عدد سكان بلدية أوركابوستايث 1.325 نسمة عام 2011 (وفقاً للمعهد الوطني للإحصاء الإسباني).
| 836 | 840 | 900 | 999 | 1.141 | 1.196 | 1.325 |